# Phare de Pond Island
Le phare de Pond Island (en anglais : Pond Island Light) est un phare actif situé sur Pond Island , à l'embouchure de la rivière Kennebec dans le Comté de Sagadahoc (État du Maine).

## Histoire
Pond Island est une petite île qui est l'un des plus petits refuges du système américain de réserve naturelle qui est géré par la United States Fish and Wildlife Service. L'île est un important sanctuaire d'oiseaux et est fermée au public d'avril à août.
La première station de signalisation a été érigée en 1821 et reconstruite en 1855.
La maison du gardien et tous les autres bâtiments du phare ont été démolis en 1963. L'île est accessible par bateau de septembre à mars, mais difficile à atteindre.

## Description
Le phare  est une tour cylindrique en brique, avec une galerie et une lanterne de 6 m de haut. La tour est peinte en blanc et la lanterne est noire. Son feu isophase émet, à une hauteur focale de 12,5 m, un long éclat blanc de 3 secondes par période de 6 secondes. Sa portée est de 9 milles nautiques (environ 17 km).
Il est aussi équipé d'une corne de brume automatique émettant deux blasts par période de 30 secondes.

## Caractéristiques dufeu maritime
Fréquence : 6 secondes (W)
- Lumière : 3 secondes
- Obscurité : 3 secondes

Identifiant : ARLHS : USA-1145 ; USCG : 1-6025 - Amirauté : J0148 .
|             |
| Pond Island |

|          |
| Le phare |

### Lien connexe
- Liste des phares du Maine